# Stanley Middleton
Stanley Middleton, född 1 augusti 1919 i Bulwell, Nottinghamshire, död 25 juli 2009, var en brittisk romanförfattare.  
Middleton utbildade sig vid High Pavement School på Stanley Road i Nottingham och vid University College Nottingham (senare University of Nottingham). 
Middleton började skriva vid universitetet och 1958 publicerades A Short Answer. Han var lärare i engelska vid High Pavement School under många år, och har varit en produktiv författare. 1974, vann hans roman Holiday Bookerpriset. Brief Garlands, hans 41:a roman publicerades av Hutchinson 2004. Sterner Stuff, Middletons 42:a bok publicerades i juli 2005. Middleton var en skicklig organist som vikarierade för andra då det behövdes, ofta vid Mansfield Road Baptist Church i Nottingham. Han målade även akvarell och illustrerade själv 2006 års utgåva av Holiday. Middleton avled den 25 juli 2009.